# ماسپوخلس
ماسپوخلس (به اسپانیایی: Maspujols) یک شهرستان در اسپانیا است که در استان تاراگونا واقع شده‌است.